# Mutschierung
Mutschierung (von Mittelhochdeutsch muotscharunge „Teilung“) nennt man, wenn in einer unteilbaren Provinz oder Herrschaft ein Fürst abwechslungsweise mit einem anderen Fürsten die Regierung führt.
Bei Johann August von Hellfeld (1760), zitiert im Deutschen Rechtswörterbuch (1760), heißt es wörtlich:

„mutschierung wird genennet wenn in einer untheilbaren provinz oder herrschaft ein fürst um den anderen abwechslungsweise die Regierung führet.“

In Meyers Konversations-Lexikon von 1888/1908 ist Mutschierung näher erläutert:
Darin heißt es, dass bei Lehns- und Stammgütern von den Mitbesitzern die Nutzungen geteilt werden, während das Eigentum unteilbar bleibt. Auf die Regierungsnachfolge wurde dieses System zuweilen angewendet, solange die Primogeniturordnung nicht eingeführt war.
Lt. Duden von 1930 ist der Begriff Mutschierung in zusammengefasster Form die „Teilung der Nutznießung von gemeinschaftlichen Stammgütern“.

## Beispiel

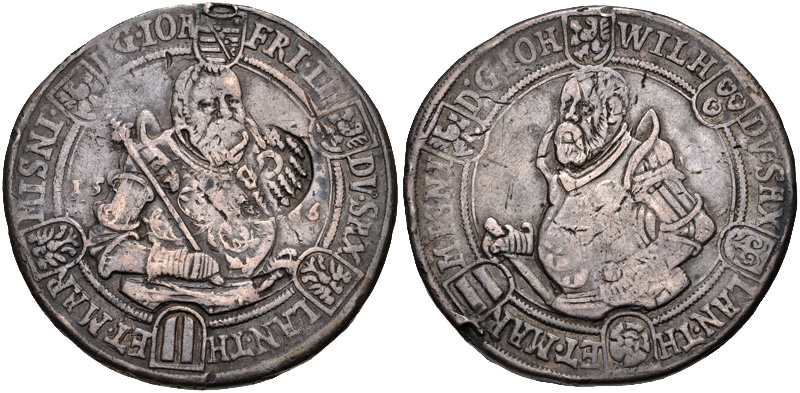
Johann Friedrich II. mit Johann Wilhelm, Taler von 1566. Die Gemeinschaftsprägung erfolgte nach Abschluss des Mutschierungsvertrages.

Ein Beispiel für Mutschierung ist der sogenannte Mutschierungsvertrag von 1566 zwischen Johann Friedrich II. von Sachsen und seinem Bruder Johann Wilhelm von Sachsen:
Als der jüngste Bruder Johann Friedrichs II. von Sachsen, Johann Friedrich III. 1565 gestorben war, stimmte Johann Friedrich II. einer Landesteilung nicht zu. Es war der Wunsch seines im Jahr 1554 verstorbenen Vaters Johann Friedrich des Großmütigen das Land nicht zu teilen, sondern gemeinsam zu regieren. Statt einer Landesteilung kam es Anfang 1566 zum sogenannten Mutschierungsvertrag. Nach diesem Vertrag wurde das Herzogtum zwar in einen weimarischen Teil, den Johann Friedrich II. verwaltete und in einen Coburger Teil, den Johann Wilhelm verwaltete, unterteilt, aber nicht geteilt. Das kommt auch in den gemeinsamen Münzprägungen mit den beiden Münzbildern Johann Friedrichs II. und Johann Wilhelms zum Ausdruck. Siehe dazu Münzgeschichte des Herzogtums Sachsen (1547–1572)#Johann Friedrich II. mit Johann Wilhelm (1566–1567). Ihre Gebiete sollten nach drei Jahren gewechselt werden, wozu es allerdings nicht mehr kam.